# Alsóaklos község
Alsóaklos (románul: Ocoliș) község Fehér megyében, Erdélyben, Romániában. Központja Alsóaklos, beosztott falvai Aranyosronk, Lunkalárga és Vidaly.

## Fekvése
Fehér megye északi részén helyezkedik el, részben a Torockói-hegységben, nagyobb részben az Öreghavason, az Aranyos középső szakasza mentén. A DN 75-ös főúton közelíthető meg. Gyulafehérvártól 100, Aranyosbányától 20 kilométerre található.

## Népessége
1850-től a népesség alábbiak szerint alakult:
| Lakosok száma | 1770 | 1731 | 1740 | 1680 | 1883 | 1412 | 999  | 846  | 616  | 479  |
|               | 1850 | 1880 | 1900 | 1920 | 1941 | 1977 | 1992 | 2002 | 2011 | 2021 |

A 2002-es népszámlálás adatai alapján Alsóaklos község népessége 846 fő volt, míg a 2011-es népszámlálás szerint 616 fő lakott a község területén. A lakosság 97,56%-a román, 2,11%-a ismeretlen nemzetiségű. Felekezeti szempontból 97,56% ortodox, 2,11% egyéb felekezetű.

## Nevezetességei
A község területéről az alábbi épületek szerepelnek a romániai műemlékek jegyzékében:
- az aranyosronki Szent arkangyalok fatemplom (LMI-kódja AB-II-m-A-00312)
- a lunkalárgai fatemplom (AB-II-m-B-00246)
- a Torda–Abrudbánya kisvasút alsóaklosi és vidalyi szakasza (AB-II-m-B-20914.09, 10 és 13)

Országos szinten védett területek:
- a vidalyi vörösfenyő-rezervátum(wd)
- a Ronki-szoros(wd)
- a Pociovalişte-szoros(wd)